# Národní park Lusaka
Národní park Lusaka (anglicky Lusaka National Park) je národní park jihovýchodně od Lusaky, hlavního města Zambie, v Provincii Lusaka. Park byl založen roku 2011 a oficiálně otevřen roku 2015. Jedná se tedy o nejmladší zambijský národní park. Park zaujímá plochu 6715 ha a byl založen na místě dřívější lesní rezervace, která byla oplocená.